# Марстон, Джо
Джо́зеф «Джо» Ма́рстон (англ. Joseph "Joe" Marston; 7 января 1926, Новый Южный Уэльс, Австралия — 29 ноября 2015) — австралийский футболист. Стал первым австралийцем, появившимся в финале Кубка Англии по футболу 1954 года, где его «Престон Норт Энд» проиграл «Вест Бромвич Альбиону». Медаль, которой награждается лучший игрок матча в финальной игре в А-лиге и Национальной футбольной лиге Австралии, носит его имя.

## Биография
Спортсмену было 28 лет, когда он играл на «Уэмбли» с Томом Финни и Томми Дочерти. После войны, Марстон играл за «Лейчхард-Аннандейл» из первого дивизиона Нового Южного Уэльса, зарабатывая на жизнь работая спасателем и живописцем. В декабре 1949 Марстон получает письмо от английского скаута, который наблюдал за его игрой, скаут сообщил, что «Престон» желает пригласить его на просмотр. Их интерес был так велик, что они оплатили дорогу и жене Джо, Эдит, чтобы она сопровождала его в этой поездке. Гарри приглянулся «Престону», и в 1950 он подписал с ним контракт. Первоначально, Джо был игроком скамейки, пока не получил травму Гарри Маттинсон и в 1951 он стал твёрдым игроком основы, проведя в общей сложности более 180-ти матчей. В 1956 Марстон возвращается в Австралию из-за ностальгии по родине, несмотря на желание больших английских команд видеть его у себя в составе, хотел его оставить и «Престон», но Марстон был неумолим и вернулся домой.
Марстон был тем футболистом, который играл против «Блекпула», в котором появился незабвенный Стенли Мэттьюз во время их игр в Австралии, а также был играющим тренером национальной команды, выступавшей против «Хартс», во время их тура по стране 1959 года.
Джо Марстон — член зала славы Нового Южного Уэльса и, по версии МФФИИС 4-й игрок за весь XX век в истории футбола Океании. Он, вместе с женой, жил на Центральном Побережье Нового Южного Уэльса, продолжая интересоваться футболом, например, в феврале 2008 года он награждал лучшего игрока финала А-лиги Андрю Дуранте.
Джо Марстон умер 29 ноября 2015 года.